# 进步党 (俄罗斯)
进步党（俄语：Прогрессивная партия），又称进步派（俄语：прогрессисты）是1912年成立的俄国温和自由派团体，前身系左翼十月党人和右翼立宪民主党人1906年成立的和平革新党。进步党在第三届杜马有25名代表，第四届杜马有48名代表。最著名党员有伊万·尼古拉耶维奇·艾弗列莫夫、亚历山大·科诺瓦洛夫和帕维尔·里亚布申斯基。最后两届杜马中，进步党与立宪民主党结成联盟，第四届杜马中，是进步集团一员。二月革命后，叶夫列莫夫和科诺瓦洛夫成为临时政府联合内阁一员。